# ジム・クロウ法

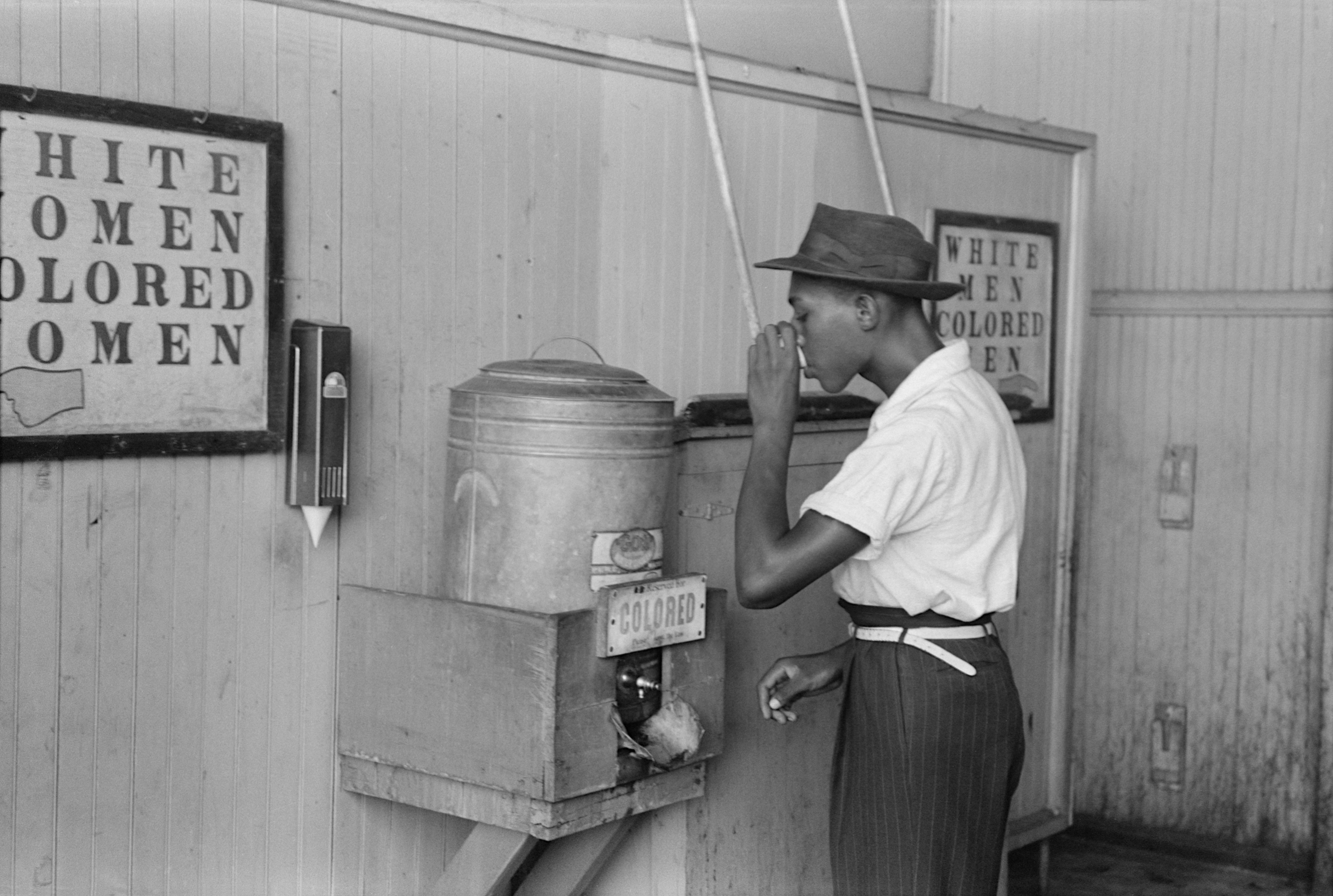
有色人種専用の水飲み場（1950年頃）

ジム・クロウ法（ジム・クロウほう、英語: Jim Crow laws）は、1876年から1964年にかけて存在した、人種差別的内容を含むアメリカ合衆国南部諸州の州法の総称。ジム・クロウ制度とも。

## 概要
主に「黒人の一般公共施設の利用を禁止、制限した法律」を総称していう。
しかし、この対象となる人種は「アフリカ系黒人」だけでなく、「黒人の血が混合している者は全て黒人とみなす」という人種差別法の「一滴規定（ワンドロップ・ルール）」に基づいており、黒人との混血者に対してだけでなく、インディアン（先住民）、ブラック・インディアン（インディアンと黒人の混血）、日系人などアジア系といった黄色人種などの、ヨーロッパ系の白人以外すなわち非白人の「有色人種」（Colored）をも含んでいる。

## 経緯
南北戦争以前、北部州（共和党支持基盤）は「奴隷制廃止」を掲げていた。しかし、伝統的な南部11州（民主党支持基盤）は反対に「奴隷制維持」を掲げていた。
南北戦争終了後の南北統合期（リコンストラクション）初期、この対立の元に、合衆国軍占領下の南部11州は先手を打って、解放奴隷を抑圧して黒人の準奴隷システムを正当化するような「黒人法」（英語: Black Codes、黒人取締り法とも）を制定した。当時工業で発展し始めていた北部都市（デトロイト・シカゴなど）と異なり、南部では黒人労働力による農業が依然として経済の基礎であった。そのため、「黒人が白人と平等になっては困る」というのが、南部経済を支える有力な白人農園主たちの本音であったと考えられる。この黒人取締り法が、ジム・クロウ法の礎になっていった。
南部各州での「黒人取締り法」は制定直後、合衆国議会で1866年公民権法が成立したことによって廃止されたが、リコンストラクション後に連邦政府の干渉が少なくなった中、南部諸州では次々とジム・クロウ法が制定された。
1945年以降、公民権運動が高まるとジム・クロウ法に対して裁判闘争が行われ、1954年から1955年にかけて、連邦最高裁判所は、プレッシー対ファーガソン裁判で確立された「分離すれども平等（separate but equal）」という判例法理を覆し、公立学校における人種別学制度は違憲とする判決を下した（ブラウン対教育委員会裁判、Brown v. Board of Education of Topeka (Brown I) 347 U.S. 483, 74 S. Ct. 686, 98 L. Ed. 873 (1954)、Brown v. Board of Education of Topeka (Brown II) 349 U.S. 294, 75 S. Ct. 753, 99 L. Ed. 1083 (1955)）。1964年7月2日、リンドン・ジョンソン政権は公民権法 (Civil Rights Act) を制定し、南部各州のジム・クロウ法は即時廃止となった。

## 名の由来

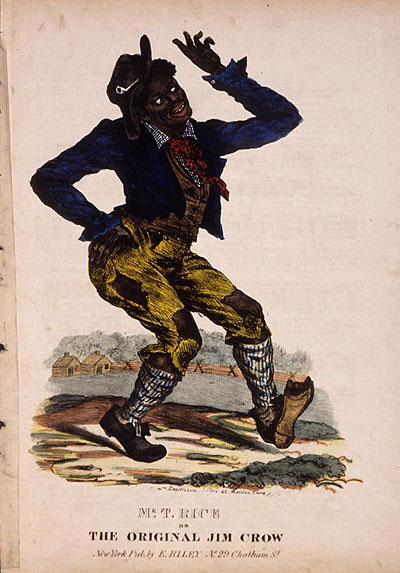
ジャンプ・ジム・クロウの楽譜の表紙

ジム・クロウという名は、ミンストレル・ショー（Minstrel Show、白人が黒人に扮して歌うコメディ）の1828年のヒット曲、『ジャンプ・ジム・クロウ』(Jump Jim Crow) に由来する。
コメディアンのトーマス・ダートマス・ライス(Thomas Dartmouth "Daddy" Rice) が演じて人気を博し、顔を黒塗りして黒人に扮するブラックフェイス・パフォーマンスを全米に広めた。ジム・クロウは田舎のみすぼらしい黒人を戯画化したキャラクターであり、着飾った都会の黒人であるジップ・クーン (Zip Coon) とともにミンストレル・ショーの定番キャラクターとなった。
1837年までに、ジム・クロウは黒人隔離を指す言葉としても使われるようになっている。

## 州法の例
- アラバマ州法
  - 病院：白人女性の看護師がいる病院には、黒人男性は患者として立ち入れない。
  - バス：バス停留所には白人用と有色人種用の2つの待合場が存在し、乗車券販売所も白人用と非白人用があった。座席まで区別されており[2]、モンゴメリー・バス・ボイコット事件の発端になった。
  - 電車：人種ごとに車両が選別されるか、同一車両内でもバスと同様、人種ごとに席が分けられた。
  - レストラン：白人と有色人種が同じ部屋で食事ができるようなレストランは違法になりさえもした。

- フロリダ州法
  - 結婚：白人と黒人の結婚は、禁止された。なお、4世代前までに黒人の血が一人でも含まれれば（16分の1）、純粋な黒人と同様、『黒人』として扱われた。
  - 交際：結婚していない黒人と白人は（結婚自体既に禁止されているが）一緒に居住してはならないし、共同の部屋で夜を過ごしてもならない。この犯罪には12か月以上の禁固刑、もしくは$500（当時）の罰金が科せられた。
  - 学校：白人学校と黒人学校は、厳密に区分された。

- ミシシッピ州法の例
  - 平等扇動罪：パンフレット・出版・公共場での演説などで社会的平等・異人種間結婚を奨励すれば、6か月以下の懲役、もしくは$500以下の罰金。

- 上記州以外に、ジョージア州、ルイジアナ州、ノースカロライナ州、ワイオミング州が類似した法律を持っていた。
- ほとんどの南部州

過剰な投票税を課すなどして、黒人が投票するのを防止しようとした。